# Plagiohammus rotundipennis
Plagiohammus rotundipennis är en skalbaggsart som beskrevs av Stefan von Breuning 1950. Plagiohammus rotundipennis ingår i släktet Plagiohammus och familjen långhorningar. Inga underarter finns listade i Catalogue of Life.